# Pitkjaranta
Pitkjaranta (Russisch: Питкяранта; Fins: Pitkäranta) is een stad in de Russische autonome republiek Karelië. De stad ligt aan de noordoostelijke oever van het Ladogameer.
De nederzetting werd in de 19e eeuw gesticht en heeft de stadsstatus sinds 1940.
Bestuurlijk centrum: Petrozavodsk

Belomorsk · Kem · Kondopoga · Kostomoeksja · Lachdenpochja · Medvezjegorsk · Olonets · Pitkjaranta · Poedozj · Segezja · Soeojarvi · Sortavala